# Metropolitano de Lisboa, EPE

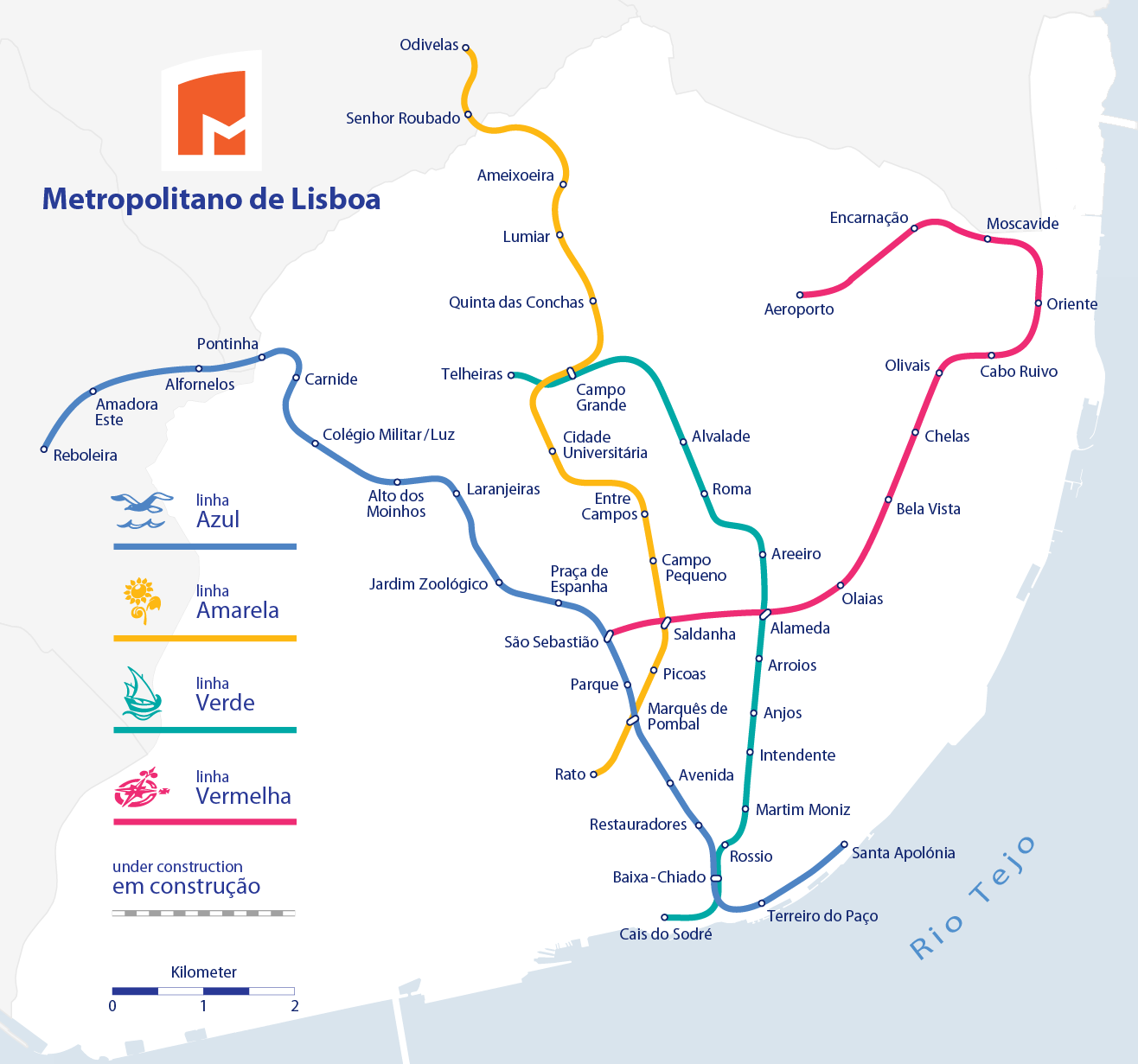
Streckenplan der Metropolitano de Lisboa

Die Metropolitano de Lisboa, Entidade Pública Empresarial, oft nur Metropolitano de Lisboa, EPE oder ML, EPE, ist ein staatliches Unternehmen, das seit seiner Gründung 1948 die Planung, den Bau und den Betrieb der Lissabonner Untergrundbahn betreut. Bis heute ist das Unternehmen zu hundert Prozent in staatlichem Besitz. Es hat seinen Sitz in der portugiesischen Hauptstadt.

## Geschichte

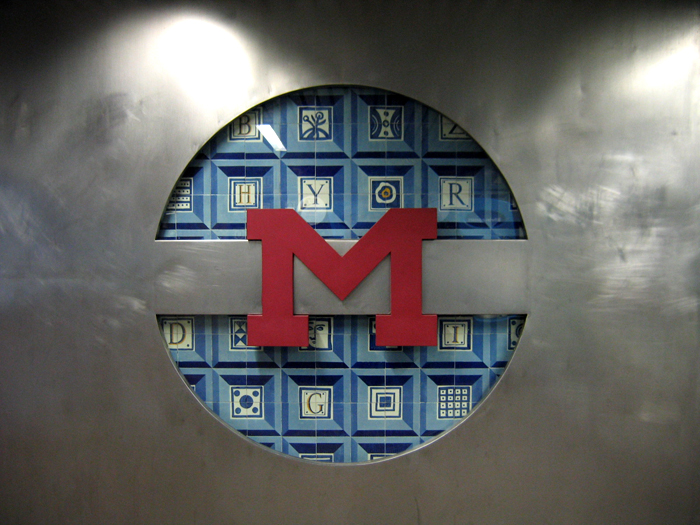
Das bis in die neunziger Jahre verwendete Logo der Metropolitano de Lisboa

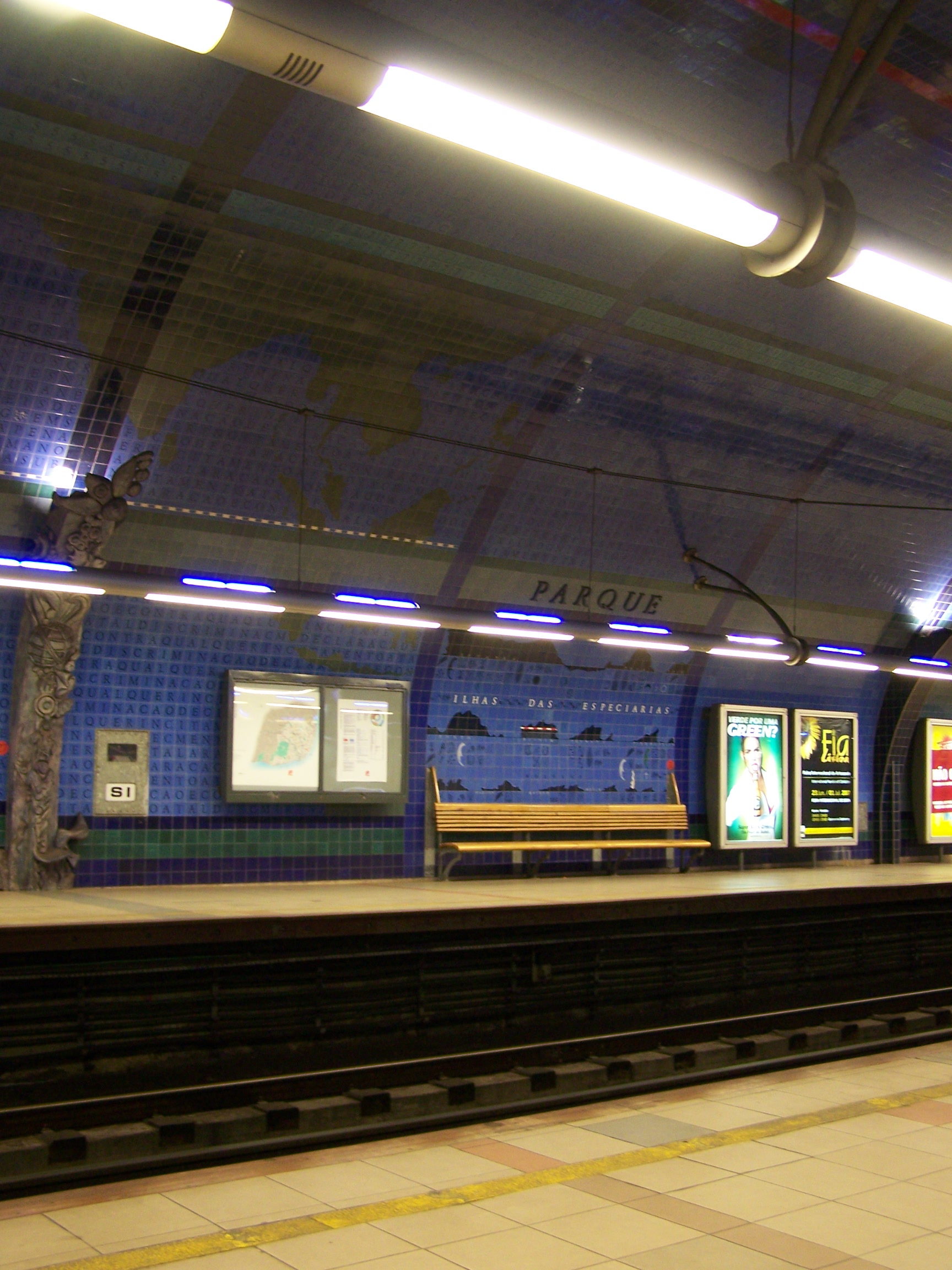
Seit den neunziger Jahren legte die Betreibergesellschaft verstärkt den Blick auf die Individualisierung und künstlerische Ausgestaltung der Bahnhöfe, hier am Beispiel des U-Bahnhofes Parque

Die ersten Schritte zum Bau der Lissabonner Metro begannen Ende der 1940er Jahre. Mit der Verabschiedung des Decreto-Lei n° 36 620 vom 24. November 1947 war die Stadt Lissabon dazu berechtigt, eine Planungs- und Projektgesellschaft für den Bau einer Untergrundbahn in Lissabon zu gründen. Diese wurde im Januar 1948 mit dem Namen Metropolitano de Lisboa, SARL gegründet. SARL stand hier für die portugiesische Unternehmensform Sociedade Anónima de Responsibilade Limitade, etwa vergleichbar mit einer deutschen GmbH. An ihr war die Stadt Lissabon mit 40 Prozent und die Carris mit 13,3 Prozent beteiligt. Die Restanteile stellten verschiedene private Unternehmen, die um eine Konzession für den Bau und/oder den Betrieb einer Untergrundbahn in Lissabon gebeten hatten. Das Kapital betrug 4,5 Millionen Escudos. Ziel der neugegründeten Gesellschaft war die technische und wirtschaftliche Untersuchung eines unterirdischen Massenverkehrsmittels in Lissabon und bei Bedarf auch dessen Bau und Betrieb.
1948 entwickelte die ML einen Plan zum Bau einer Metro in Lissabon, der drei Linien vorsah, die in drei Ausbaustufen gebaut werden sollten. Nachdem die Gesellschaft 1949 die Konzession zum Bau und Betrieb der neuen Metro erhalten hatte, begannen 1954 die Bauarbeiten für die Strecke Sete Rios–Rotunda und die erste Betriebswerkstatt bei Palhavã. Die Strecken Entre Campos–Rotunda und Rotunda–Restauradores folgten bis 1959. Am 29. Dezember 1959 feierte die Stadt Lissabon die Eröffnung des neuen Verkehrsmittels. Bis 1972 eröffnete die ML weitere Strecken, so dass bis dahin ein kleines ypsilonartiges Netz mit einer Länge von 11,9 Kilometern und 20 Stationen entstand.
Nach der Nelkenrevolution 1974 wurden alle Betriebe und Unternehmen in Portugal ohne Ausnahme verstaatlicht. 1978 wandelte die Regierung die Unternehmensform der Metropolitano de Lisboa von der bisherigen „Anonymen Gesellschaft mit beschränkter Haftung“ (Sociedade Anónima de Responsibilade Limitade, SARL) in ein „öffentliches Unternehmen“ (Empresa Pública, EP) um.
Aufgrund der finanziellen und wirtschaftlichen Krise Portugals stagnierte der Netzausbau in den siebziger und achtziger Jahren, die einzigen Investitionen betrafen die Verlängerung der Bahnsteige von 40 auf 105 Meter, damit zukünftig statt der Zwei-Wagen-Züge Traktionen aus sechs Wagen gefahren werden konnten. Mit der wirtschaftlichen Erholung Ende der achtziger Jahre und dem Beitritt Portugals zur Europäischen Gemeinschaft verbesserte sich die Situation erheblich. 1988 konnte der erste Ausbau des Netzes nach 16 Jahren gefeiert werden, eröffnet wurden die Strecken Sete Rios–Colégio Militar sowie Entre Campos–Cidade Universitária. 1990 beschloss die Metropolitano de Lisboa gemeinsam mit der Lissabonner Stadtverwaltung mit einem Generalplan (Plano de Expansão da Rede 1999), den Ausbau des Netzes vorzubereiten und zu planen. Hauptbestandteil des Planes war unter anderem die Trennung des bisherigen Y-Netzes in drei neue Linien (Blaue, Gelbe und Grüne Linie) und der Bau einer neuen Linie (Rote Linie).
Gleichzeitig mit dem Ausbau fand auch eine Neuausrichtung des Lissabonner Metronetzes statt. Der Vorstand beschloss ein neues Gestaltungskonzept entwickeln zu lassen, das zu der Zeit weltweit einmalig war. Neben der üblichen Kennzeichnung der Linien mit Farben (Blau, Gelb und Grün; später auch Rot), erhielt jede Linie ihr eigenes unverwechselbares Symbol, die blaue Linie die Seemöwe, die gelbe Linie die Sonnenblume, die grüne Linie die Karavelle und später die rote einen Kompass. Zudem sollten die Bahnhöfe noch verstärkt individualisiert und künstlerisch gestaltet werden. So lädt die Betreibergesellschaft seitdem bei jedem Bau und der Umgestaltung von Bahnhöfen nahezu ausschließlich portugiesische Künstler ein, sich dabei zu beteiligen. Im Zusammenhang mit der Umgestaltung gab sich die Betreibergesellschaft auch ein neues Corporate Design. Das ältere Metro-Logo in Form eines einzelnen weinroten M wurde zu Gunsten eines modern wirkenden weißen M auf rotem Untergrund in der Form eines Rechtecks mit abgerundeter Oberseite geändert.
2003 folgte die Betreibergesellschaft dem Londoner Vorbild und stellte das Metrosystem von dem bisher „offenen“ auf ein „geschlossenes System“ mit Zugangssperren um. Schrittweise wurden die Papierfahrkarten bis 2008 auf das System einer elektronischen Guthabenkarte (ähnlich der Londoner Oyster Card) umgestellt.
2009 wandelte die portugiesische Regierung die Unternehmensform der Betreibergesellschaft von der bisherigen Empresa Pública in eine sogenannte Entidade Pública Empresarial (vergleichbar mit einer Anstalt des öffentlichen Rechts). Dadurch verlor diese den bisher gesetzlich vorgeschriebenen Beirat (conselho consultivo) und besitzt nur noch einen Verwaltungsrat (conselho de administração).
Bis heute hält der Ausbau des Lissabonner U-Bahn-Netzes an. Anfang 2009 umfasste das Netz eine Länge von 37,7 Kilometern und 46 Stationen. 855,5 Millionen Fahrgäste nutzen 2006 die Züge der Lissabonner Metro. Allein die Unterhaltung der U-Bahnhöfe kostet die Betreibergesellschaft jährlich sechs Millionen Euro.